# 查尔斯·汉迪
查尔斯·汉迪（英語：Charles Handy，1932年7月25日—2024年12月13日），爱尔兰管理学家。

## 学术成就
- 「组织与个人的关系」
- 「未来工作形态」
- 「1/2x2x3」法则

## 主要著作
- 《认识组织》（Understanding Organizations），1976年
- 《非理性的时代》（The Age of Unreason），1989年
- 《你拿什麼定義自己？》（Myself and Other More Important Matters），2008年